# Cobra (moviment artístic)
Cobra (escrit CoBrA pels membres) o l'Internacional dels artistes experimental (IAE) fou un moviment artístic creat el 8 de novembre del 1948 al cafè de l'hotel Notre Dame de París pel poeta Joseph Noiret i els pintors Karel Appel, Constant Van Nieuwenhuis, Guillaume Corneille, Christian Dotremont i Asger Jorn. El moviment va sorgir com una reacció contra la baralla interminable entre els adeptes de l'art abstracte i de l'art figuratiu. De 1948 a 1951 publiquen la revista Cobra.
El nom del col·lectiu fou proposat per Christian Dotremont, i és l'acrònim de Copenhaguen, Brussel·les, Amsterdam», les ciutats on residien els principals membres.

## Història
Els Països Baixos havien romàs aïllats del món artístic internacional d'ençà de l'ocupació durant la Segona Guerra Mundial. COBRA es va fundar poc de temps després, com un moviment internacional d'artistes que van evolucionar des de postures crítiques amb la societat occidental cap a la voluntat de trencar amb els moviments artístics del moment, entre els quals s'incloïen el naturalisme i l'abstracció. Aquests artistes tenien un gran interès en el treball experimental, entès com un símbol de llibertat que -segons Constant- tenia la seva expressió més prístina en l'expressió artística dels infants.
COBRA es va presentar en societat amb la signatura d'un manifest titulat "La cause était entendue" ("El cas fou resolt"), un títol que feia una referència irònica al manifest "La cause est entendue", d'André Breton i els partidaris del surrealisme al servei de la revolució. El manifest fou redactat per Dotremont, i revela una doctrina de completa llibertat respecte al color i la forma, combinada amb una veritable antipatia vers el surrealisme i interès pel marxisme i la modernitat, en tant que el mètode artístic que es proposava estava basat en l'espontaneïtat i l'experimentació, inspirant-se en bona part en els dibuixos realitzats per infants, en l'art primitiu i en l'obra de Paul Klee i Joan Miró. Principalment, l'obra dels membres de COBRA eren pintures semi-abstractes de colors brillants i pinzellada violenta, molt gestual, elaborant figures molt deformades clarament inspirades en l'art primitiu i molt similars al que en aquella època estaven realitzant els artistes inscrits en l'Action Painting americà.
COBRA fou el resultat de la unió del grup neerlandès Reflex, el grup danès Høst i el grup surrealista revolucionari de Bèlgica, i per bé que va tenir una vida més aviat curta, va dur a terme diverses iniciatives interessants, com la publicació de la revista Cobra, una sèrie de col·laboracions entre diversos membres del col·lectiu anomenada Peintures-Mot ('pintures-paraula') i dues grans exposicions col·lectives: la primera (1949) va tenir lloc al Stedelijk Museum d'Amsterdam, i la segona (1951) es realitzà al palau de Belles Arts de Lieja, i foren dos esdeveniments considerats dels més renovadors a escala internacional de l’art de la postguerra: fou una peça clau en el desenvolupament del tachisme i l'expressionisme abstracte europeu.
El novembre de 1949, el col·lectiu va canviar el nom pel d'Internacional d'artistes experimentals (IAE), i va obrir les portes a membres d'arreu d'Europa i dels Estats Units, per bé que el nom mai va consolidar-se, i al cap de dos anys el grup es va desfer oficialment, tot i que diversos membres van mantenir-ne la relació i van continuar col·laborant, especialment Dotremont i altres líders del moviment. COBRA és per a molts l'últim moviment d'avantguarda del segle xx.
Des del 1995 a Amstelveen pot visitar-se el Museu Cobra d'Art Modern (en neerlandès: Cobra Museum voor moderne kunst).

## Artistes destacats

### Bèlgica
- Christian Dotremont,
- Pierre Alechinsky,
- Maurice Wyckaert
- Reinhoud d'Haese,
- Serge Vandercam,
- Raoul Ubac,
- Pol Bury,
- Jacques Calonne (també músic),
- Hugo Claus (també escriptor),

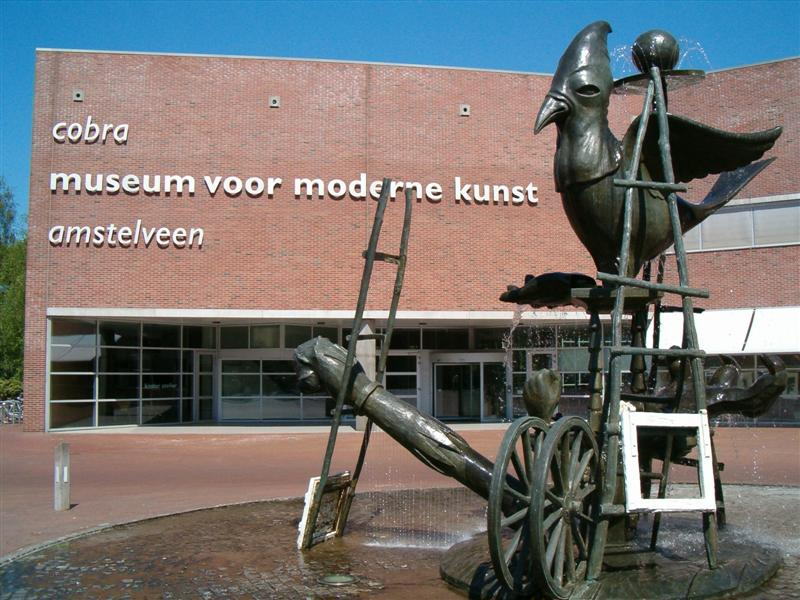
El museu d'Amstelveen

- Jean Raine (també escriptora i directora de cinema),
- Marcel Havrenne,
- Joseph Noiret
- Georges Collignon
- Paul Bourgoignie

### Dinamarca
- Asger Jorn,
- Henry Heerup,
- Carl-Henning Pedersen,
- Ejler Bille,
- Egill Jacobsen,
- Else Alfelt,
- Sonja Ferlov,
- Erik Thommesen,
- Erik Ortvad,
- Mogens Balle,
- Svavar Gudnason
- Jørgen Nash

### França
- Jacques Doucet,
- Édouard Jaguer,
- Jean-Michel Atlan,
- Ernest Mancoba.

### Països Baixos
- Karel Appel,
- Guillaume Corneille (Cornelis Van Beverloo),
- Lucebert,
- Constant Nieuwenhuis,
- Jan Nieuwenhuys,
- Anton Rooskens,
- Theo Wolvecamp,
- Eugene Brands,
- Lotti Van Der Gaag,
- Shinkichi Tajiri,
- Jan Cox,
- Aart Kemink,
- Pieter Ouborg.

### Suècia
- Bengt Lindström.